# Иоанн Эпифанский
Иоа́нн Эпифанский — византийский историк конца VI века.
Иоанн родился в сирийском городе Эпифании (ныне — Хама). Он был христианином и служил в качестве советника антиохийского патриарха Григория. Иоанн был свидетелем войны персидского царя Хосрова и византийского императора Маврикия и вероятно посещал Персию лично.
Иоанн написал историю ирано-византийских войн от кампании Юстина II против Хосрова I до внука последнего Хосрова II. Однако эта работа была потеряна кроме небольшого фрагмента. Известно, что его «История подчинения Хосрова Младшего римскому императору Маврикию» была использована Евагрием Схоластиком и Феофилактом Симокаттой. Сочинение Иоанна впервые опубликовал К. Б. Газе в 1819 году.